# Supernova Plasmajets
Supernova Plasmajets (SNPJ) ist eine englischsprachige Glam-Hardrock-Band aus Mannheim, Deutschland.

## Geschichte
Gegründet wurde das Projekt bereits 2010. Zu Beginn arbeitete die Band mit einem deutschsprachigen Sänger namens Till Promill zusammen, der im Jahr 2012 dann zur Mittelalter-Band Saltatio Mortis als Gitarrist wechselte. Im Jahr 2013 stieg die Sängerin Jennifer Crush ein und es wurde in die englische Sprache gewechselt. Im Oktober 2014 erschien dann die erste, selbst veröffentlichte EP namens „Reign in Plasma“.
Im Jahr 2016 erhielt die Band einen Plattenvertrag beim deutschen Melodic-Rock Label AOR Heaven, bei welchem ein Jahr später ihr Debüt-Album Supernova Plasmajets veröffentlicht wurde. Des Weiteren unterschrieb die Band im gleichen Jahr einen Plattenvertrag in Japan bei Ward Records und veröffentlichte dort ebenfalls ihr Erstlingswerk als gleichnamige CD. Bei der japanischen Album-Version wurde als Bonus-Track noch ein Cover-Song von Michael Sambellos „Maniac“ hinzugefügt, bekannt aus dem 80er-Jahre-Film Flashdance.
Die Band trat bisher als Support diverser Acts verschiedener Genres auf wie z. B. für Eskimo Callboy, J.B.O., Sinner, Onkel Tom Angelripper, Double Crush Syndrome und The New Roses. Im Oktober 2017 und im Frühjahr 2018 war die Band dann auch als fester Tour-Support mit The New Roses auf Deutschland-Tour unterwegs.
Die Supernova Plasmajets traten auch auf diversen großen Festivals auf wie z. B. auf dem Summer Breeze in Dinkelsbühl, dem Schlossgrabenfest in Darmstadt, dem H.E.A.T. Festival in Ludwigsburg oder dem Rock im Hinterland Festival in Obrigheim.
2018 spielte die Band u. a. beim Baltic Open Air sowie auf dem Rock of Ages Festival und 2019 auf dem Rock the Ring in der Schweiz mit Bands wie Def Leppard und Whitesnake sowie beim Metal Hammer Paradise, nachdem sie ein Leser-Voting dazu gewonnen hatten. Außerdem waren die Supernova Plasmajets 2019 noch Tour-Support von Kissin’ Dynamite auf deren „Ecstasy over Europe“ Tour.
2020 beendete die Band ihre Arbeit am zweiten Album „Now or Never“, welches im Oktober 2021 über das deutsche Rock&Metal-Label Pride & Joy Music veröffentlicht wurde. Vorab wurden über das Jahr verteilt drei Singles inklusive Musik-Video veröffentlicht. In Japan wurde das zweite Album über Rubicon Music mit einem Bonus-Track „Break Me Down“ in japanischer Sprache veröffentlicht, für den sich die Band die japanische Metal-Sängerin Saeko Kitamae ins Studio holte und diesen als Duett aufnahm.
Die anschließende Tour zum Album, durch 16 deutsche Städte, als Support von John Diva & The Rockets of Love, musste nach vier Konzerten aufgrund der vierten Corona-Welle abgebrochen bzw. auf 2022 verschoben werden. In der ersten Jahreshälfte 2022 wurden dann einige Shows zusammen mit John Diva & The Rockets Of Love nachgeholt, sowie weitere Support-Shows gespielt: U.a. Mit Steel Panther und Kissin Dynamite. Außerdem spielte die Band zum ersten Mal im belgischen Gent ein Konzert. Für den September wurde eine Tour zusammen mit der finnischen Band Reckless Love quer durch Deutschland und Österreich angekündigt.

## Diskografie
Alben:
- 2017: Supernova Plasmajets (AOR Heaven, 41065 Musikverlag, Ward Records)
- 2021: Now or Never (Pride & Joy Music[16], Rubicon Music[17] (Japan))

EPs:
- 2014: Reign in Plasma (iMusician)

Kompilationsbeiträge:

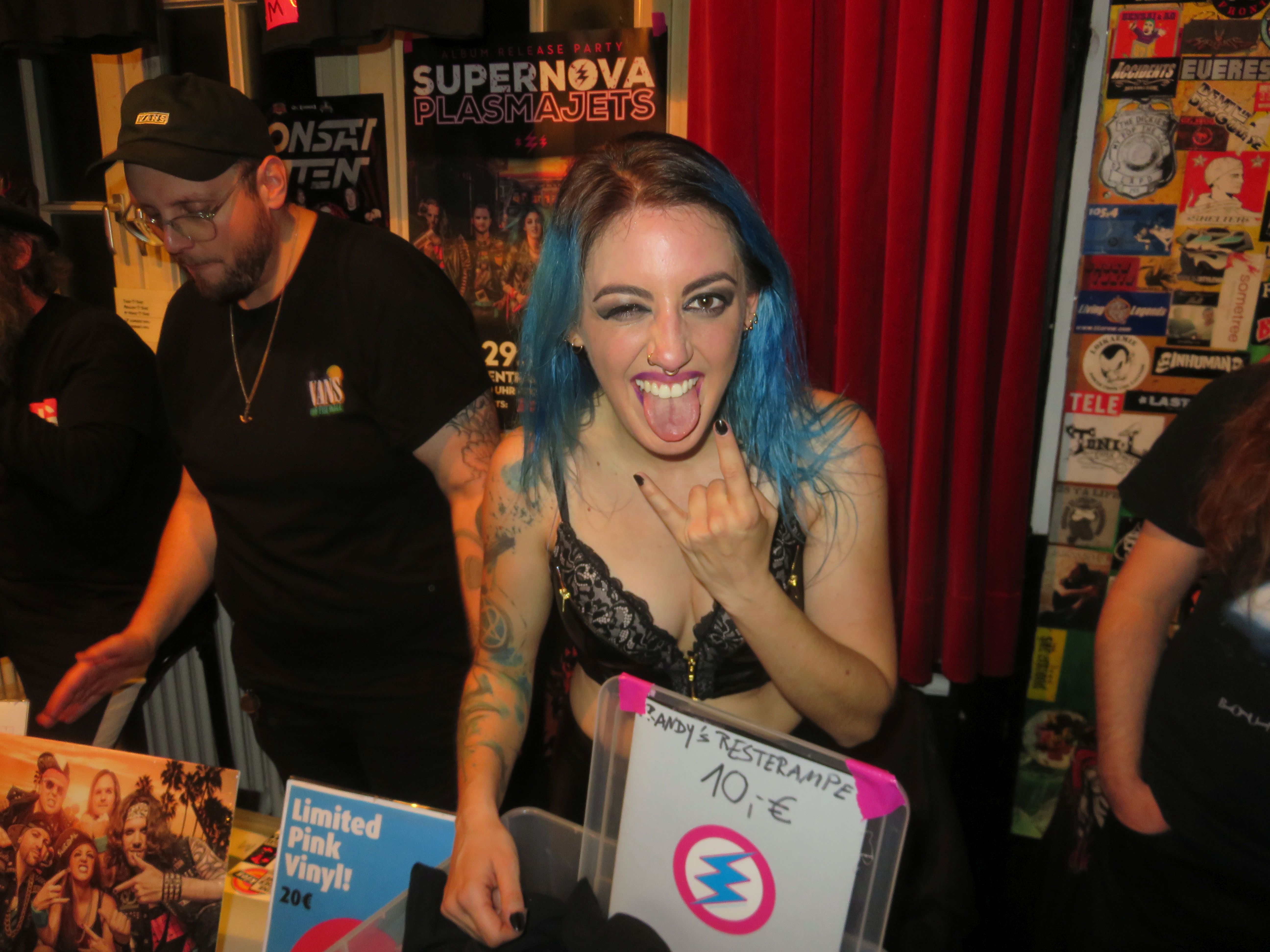
Sängerin Jennifer Crush (2021)

- 2012: Supernova-Team auf Dynamite 33 (KickStart Music; Heftbeilage Ausgabe 78, 05/2012)
- 2015: Leave Forever auf You Better Rock it Up Vol. 1 (City of Lights Records; Promo-CD)
- 2017: Leave Forever auf Classic Rock Mixtape Heavenly Hell Mix #58 (piranha media; Heftbeilage März 2017)
- 2022: Sunday Bloody Sunday auf Artists for Peace (Compilation zugunsten der Ukraine: Sunny Bastards Records)